# Hind Jamili
Hind Camille Jamili (née le 11 décembre 1998 à Oyonnax) est une kayakiste marocaine.

## Carrière
Hind Jamili remporte la médaille d'or de K1 lors des Championnats d'Afrique de slalom 2015 et lors des Championnats d'Afrique de descente 2015 à Sagana, se qualifiant ainsi pour les Jeux olympiques d'été de 2016 à Rio de Janeiro ; elle y termine dernière en qualification de K1 slalom.